# Мироксилон
Миро́ксилон (лат. Myrōxylon) — род деревьев семейства Бобовые (Fabaceae), известный, как источник перуанского и толуанского бальзамов, используемых в парфюмерии, медицине и для ароматизации некоторых продуктов питания.

## Ботаническое описание

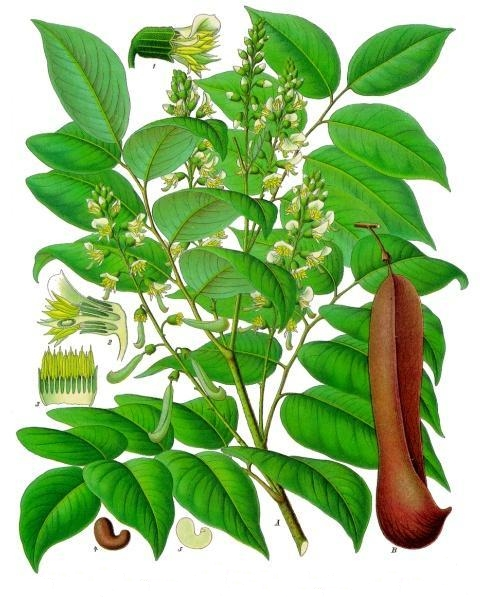
Myroxylon balsamum.

Представители рода — небольшие вечнозелёные деревья высотой до 30 м.
Перистые листья состоят из 5—13 листочков.
Цветки белые, с жёлтыми тычинками, собранные в соцветия.
Плод — бобы длиной 7—11 см, содержащий одно семя.

## Хозяйственное значение и применение
Древесина тёмно-коричневая с красноватой сердцевиной, благодаря высокому содержанию смол она имеет высокую стойкость к гниению.

## Виды
По информации базы данных The Plant List, род включает 4 вида:
- Myroxylon balsamiferum Harms — из растения получают толутанский бальзам и ценный вид древесины бальзамо
- Myroxylon balsamum (L.) Harms
- Myroxylon nitidum (Hell.) Kuntze
- Myroxylon peruiferum L.f. — Перувианское бальзамное дерево — из растения получают перуанский бальзам